# Geminiano Giacomelli
Gaetano Giacomelli, także Jacomelli (ur. około 1692 w Piacenzy, zm. 25 stycznia 1740 w Loreto) – włoski kompozytor.

## Życiorys
Studiował w Padwie u Giovanniego Marii Capellego. W latach 1719–1727 działał na dworze parmeńskim jako kapelmistrz. Od 1727 do 1732 roku był kapelmistrzem kościoła San Giovanni w Piacenzy. Następnie powrócił do Parmy, gdzie przebywał do 1737 roku. Po krótkim pobycie w Grazu osiadł w 1738 roku w Loreto, gdzie objął posadę kapelmistrza w bazylice Santa Casa.

## Twórczość
Napisał 20 oper, w większości w gatunku opera seria. Korzystał z librett Pietra Metastasia i Apostolo Zeno. Największą popularnością cieszyła się opera Cesare in Egitto, wystawiona w 1735 roku w Mediolanie. Ponadto skomponował m.in. oratorium La conversione di Santa Margherita oraz Psalm VIII na 2 tenorów i bas.